# Santo Stefano al Mare
Santo Stefano al Mare (San Stéva en ligure) est une commune italienne de la province d'Imperia, en Ligurie.

## Histoire
Le village était un ancien domaine de l'Empire romain appelé Porciana et devint plus tard un fief important d'Adélaïde de Suse, anciennement appelé Villaregia.
Il s'agissait de la fondation monastique de l'antique Fundus Porcianus, attestée par un acte de 1029 confirmant sa propriété, avec Villa Regia, comme fief royal. Quelques années plus tard, en 1049, Adélaïde de Suse fit don du village, qui devint plus tard la principauté monastique de Villaregia (avec les fiefs de Cipressa, Pompeiana, Riva Ligure, Terzorio, Taggia, une partie de Castellaro, Civezza, Costarainera, Pietrabruna et San Lorenzo al Mare), aux moines bénédictins de l'abbaye Santo Stefano de Gênes (également dépendante de l'abbaye de Bobbio). Ce saint donna son nom à la ville, favorisant ainsi son développement économique et culturel.
En 1284, elle participa aux côtés de la République de Gênes – envoyant un timonier et vingt rameurs – à la bataille victorieuse de Meloria contre la flotte pisane pour la suprématie commerciale génoise en Méditerranée. Quelques années plus tard, il participa, toujours en alliance avec la République génoise, à la conquête de Cagliari en 1290 en envoyant cinq combattants.
Elle se soumit officiellement au gouvernement de la République de Gênes en 1353, obtenant la nomination de deux consuls élus par les habitants de Santo Stefano, tout en conservant inchangé le statut municipal précédent. Suite à de nombreuses invasions et raids de pirates sarrasins, dont celui d'Aly Amat en 1544, le village balnéaire fut doté de tours remarquables pour la défense et l'observation du territoire. L'une de ces tours, de forme nonagonale et datant de 1566, abrite l'hôtel de ville depuis 1987.
Avec la chute de la République de Gênes, fin 1797, et l'instauration de la République ligurienne napoléonienne qui s'ensuivit, le territoire de Santo Stefano devint une commune autonome au sein du canton de Taggia, dans la juridiction de Palme, avec pour chef-lieu Sanremo. À partir de 1805, avec le passage de la République ligurienne au Premier Empire français, il fut rattaché au district de Porto Maurizio, dans le département de Montenotte.[5]
Elle fut annexée au Royaume de Sardaigne en 1815[5] après le Congrès de Vienne de 1814, suite à la chute de Napoléon Bonaparte. Faisant partie du Royaume d'Italie de 1861 à 1926, la commune de Santo Stefano al Mare fut incluse dans le cinquième arrondissement du même nom, dans le district de Sanremo, faisant partie de la province de Nice (plus tard province de Porto Maurizio et, à partir de 1923, province d'Imperia)[5].
En 1923, la commune supprimée de Castellaro lui fut rattachée, puis reconstituée en 1925.
Par décret royal de 1928, les communes supprimées de Pompeiana, Riva Ligure, Santo Stefano al Mare et Terzorio furent réunies au sein de la nouvelle commune de Riva Santo Stefano ; en 1947, Pompeiana et Terzorio furent détachées de Riva Santo Stefano, commune qui fut définitivement supprimée en 1954 avec la séparation en deux entités municipales distinctes et actuelles.

## Administration
| Période        | Période                    | Identité                | Étiquette                                                     | Qualité |
| -------------- | -------------------------- | ----------------------- | ------------------------------------------------------------- | --- |
| 17 juin 1988   | 14 mai 2001                | Sergio d'Aloiso         | PDS-PCI (1988-1993) PDS (1993-1997) Liste civique (1997-2001) | Réélu en 1993 et 1997 |
| 14 mai 2001    | 7 février 2005             | Angela Caterina Faraldi | Liste civique                                                 | Renversée par la démission de sept des treize membres du conseil municipal                                                                                    |
| 7 février 2005 | 5 avril 2005               | Biagio de Girolamo      | Commissaire extraordinaire                                    | Nommé par décret pour assurer l'intérim des fonctions relevant du maire et du conseil municipal à la suite de la démission de plus de la moitié de ce dernier |
| 5 avril 2005   | 1er juin 2015              | Marcello Pallini        | Liste civique (Venti nuovi)                                   | Réélu en 2010 |
| 1er juin 2015  | En cours (au 13 juin 2020) | Elio di Placido         | Liste civique (Continuiamo insieme)                           | |

### Communes limitrophes
Cipressa, Pompeiana, Riva Ligure, Terzorio

## Source de traduction
- (it) Cet article est partiellement ou en totalité issu de l’article de Wikipédia en italien intitulé « Santo Stefano al Mare » (voir la liste des auteurs).